# جنیفر ایروین
جنیفر ایروین (انگلیسی: Jennifer Irwin؛ زادهٔ ۱۷ ژوئن ۱۹۷۵) بازیگر اهل کانادا است. وی از سال ۱۹۸۵ میلادی تاکنون مشغول فعالیت بوده‌است.
از فیلم‌ها یا برنامه‌های تلویزیونی که وی در آن نقش داشته است، می‌توان به مصائب و مشکلات، هنوز وایسادیم، مکانی خشک و خنک و نزاع هارلن کانتی اشاره کرد.